# Флора Тернопільської області
Флора Тернопільської області, рослинний світ — сукупність рослинних угрупувань краю.
Тернопільська область розташована у лісостеповій зоні. Тут зростають понад 1100 видів вищих спорових і насінних рослин. Така різноманітність зумовлена розташуванням між Карпатами і Поліссям. Найчиселельніші — лісові та степові види.

## Історія
Перші наземні рослини на території Тернопільської області — це угруповання викопних рослин, виявлене у пізньосилурійських відкладах на лівому березі річки Дністер поблизу с. Трубчин Борщівського району. Це рослини, які належать до ранньої групи псилофітів, їх також називають куксоніями (на честь дослідниці І. Куксон). Це були дуже дрібні й простої будови рослини. Стебла голі, тонкі (до 1,5 мм у діаметрі), вилкоподібно розгалужені з поодинокими спорангіями (органами розмноження) на кінцях. У них не було листків, коріння і насіння, розмножувалися спорами, але мали достовірні ознаки вищ. рослин; будова набагато складніша, ніж у водоростей.
Згадане угруповання — одне з найбільших у світі, тому має велике наукове значення для пізнання історії розвитку рослинного світу. Знаходиться під охороною як цінна геологічна пам'ятка природи.

## Лісова рослинність
Лісова рослинність сформувалася в четвертинному періоді. У минулому значна частина області була вкрита лісами, які вирубали Австро-Угорський, польський періоди, у часі німецької окупації, а також за радянської влади. Площі лісів значно зменшилися; нині вони займають 13,9 % території області.
За розрахунками вчених, оптимальний показник лісистості для Тернопільщини — 17,8 % %. Вирубування цінних порід дерев (бук, дуб) призвело також до зміни видового складу лісів — збільшилася частка малоцінних порід (граб, осика, береза тощо).
Більшу частину ділянок, що вкриті лісом, займають широколисті (грабові, дубово-грабові, букові) ліси. Тільки в північній частині області зростають мішані ліси. Грабові й дубово -грабові ліси займають південно-західну частину області (Придністров'я), Подільське плато, північну частину Товтрового кряжа, Кременецькі гори. Крім граба, що переважає у деревостої, у цих лісах ростуть дуб, ясен, береза, осика, бук, у підліску — ліщина, горобина та ін.
Букові ліси зростають на підвищених ділянках Тернопільського плато. Бук утворює суцілені масиви лише в південно-західній частині області, в інших місцях він росте у вигляд і острівців. Через територію області пролягла східна межа поширення бука в Європі. Це — бучина на Товтровому кряжі біля річки Збруч. У букових лісах ростуть також граб, явір, липа, в підліску — ліщина, калина, глід, терен, вовчі ягоди тощо.
Мішані ліси займають територію Малого Полісся. Вони зростають на піщаних ґрунтах у басейнах річок Іква, Вілія й Горинь. Це переважно дубово-соснові ліси. У їхньому підліску ростуть крушина, ліщина, калина та ін. У верхів'ях лівих приток рік Дністер, Горинь, Іква та Вілія поширені заплавні ліси, що складаються з осокора, в'яза, дуба, клена, ясена, вільхи.
Ліси області мають важливе ґрунтозахисне, водоохоронне, рекреаційне значення. Понад 35 тис. га лісів розміщен і на водноерозійних площах і виконують захисні функції. Навколо найбільших міст створені зелені санітарні зони — понад 32, 2 тис. га. Вздовж залізниць, автомобільних доріг насаджені лісосмуги, що мають важливе значення для очищення повітря від шкідливих викидів транспортних засобів.
Серед рідкісних видів лісової рослинності — аденофора лілієлиста.

## Степова рослинність
Степова рослинність на території області у природному вигляді не збереглася. Майже всі степові ділянки розорані, а ті, що залишилися, зазнали значного впливу людини (див. Панталиха). Нерозорані степові ділянки трапляються на схилах горбів, балок, у заплавах рік тощо.
На підвищених ділянках ростуть костриця, пирій, бородач, чебрець, тонконіг та ін.; у заплавах рік на луках — мітлиця, осока, стоколос, тимофіївка, тонконіг.
Певне уявлення про давні степи, що колись були на території області, да є ділянка степу між селами Устя та Дністрове Борщівського району, про наскельно-степову рослинність — ділянка між селами Дністрове і Трубчин цього ж району (ростуть купина лікарська, гадюча цибулька, кузьмичева трава (ефедра двоколоса) та ін.).
Ділянки суходільних і заплавних лук використовують як пасовища.

## Адвентивна флора
У Тернопільській області у 2009 за даними кафедри ботаніки ТНПУ зростали понад 100 видів адвентивних рослин. У стадії експансії перебувало близько 20 видів адвентивної флори, зокрема: галінсога дрібноцвіта, робінія звичайна або біла акація, стенактис однорічний, хамоміла запашна, клен ясенелистий, щириця загнута, свербига звичайна, журавець сибірський, чорнощир нетреболистий, гречка сахалінська, злинка канадська, розрив-трава дрібноквіткова, болиголов плямистий, переступень білий, золотушник канадський тощо.
Найбільша кількість а на території Тернопільщини походить із Північної Америки, Середземномор'я, Середньої Азії, Кавказу та Західної Європи.
На 1-у місці за ступенем неґативного впливу на природні екотопи — перераховані експансивні адвентивні види, оскільки вони швидко захоплюють значні території, продукують велику біомасу, пригнічують і витісняють види природної флори. Ці рослини уніфікують фітоландшафти, створють монодомінантні низькодекоративні угрупування, викликають відчуття занедбаності парків і скверів.
Оскільки робінія звичайна або біла акація, клен ясенелистий, гречка сахалінська, золотушник канадський — здичавілі культивовані види, необхідно посилити контроль за декоративними видами рослин, що культивують, бо вони можуть бути джерелом інвазій нових видів адвентивної флори. Найпошир. способ. розповсюдж. плодів і насіння з групи адвентивної флори — автохорія, що часто поєднується зі зоо- й антропохорією.
Засновником  наукової школи з вивчення адвентивної флори в Україні є Протопопова Віра Вікторівна.

## Реліктові види
- осока низька
- осока біла
- брусниця карликова
- хвощ великий
- чина ряба
- молочай багатобарвний
- меч-трава болотна
- кузьмичева трава
- відкасник татарниколистий

## Ендемічні види
- шавлія кременецька
- костриця піхвова
- сонцецвіт сивий
- вівсюнець пустельний
- шиверекія подільська
- чебрець одягнений
- тонконіг різнобарвний

## Види, занесені доЧервоної книги України
- Плауноподібні (Lycopodiophyta)
  - Плауни (Licopodiales)
    - Плаунові (Lycopodiaceae)
      - Плаун колючий, плаун річний (Lycopodium annotinun L.)
- Папоротеподібні (Polypodiophyta)
  - Марсилії (Marsiles)
    - Марсилієві (Marsileaceae)
      - Марсилія чотирилиста (Marsilia quadrifolia L.)
- Покритонасінні (Angiospermae (Magnoliophyta))
  - Букові (Fagales)
    - Березові (Betulaceae)
      - Береза темна (Betula obscura А. Kotula incl.)

  - Молочайні (Euphorbiales)
    - Молочайні (Euphorbiaceae)
      - Молочай волинський (Euphorbia volhynica Bess. ex Szaf.)

  - Вербовоцвіті (Salicales)
    - Вербові (Salicaceae)
      - Верба старке, верба сиза (Salix starkeana Willd.)

  - Гвоздикові (Caryophyllales)
    - Гвоздикові (Caryophyllaceae)
      - Лещиця дністровська (Gypsophila thyraica А. Krasnova)

  - Фіалкові (Violales)
    - Чистові (Cistaceae)
      - Сонцецвіт сивий, сонянка сива (Helianthemum canum (L.) Baumg)

  - Сапіндові (Sapindales)
    - Клокичкові (Staphyleaceae)
      - Клокичка периста (Staphylea pinnata L.)

  - Губоцвіті (Lamiales)
    - Глухокропивові (Губоцвіті) (Lamiaceae)
      - Шавлія кременецька (Salvia cremenecensis Bess.)
      - Шоломниця весняна (Scutellaria verna Bess.)

  - Айстроцвіті (Asterales)
    - Айстрові (Складноцвіті) (Asteraceae (Compositae))
      - Відкасник осотовидний (Carlina cirsioides Klok.)
      - Відкасник татарниколистий (Carlina onopordifolia Bess. Ex Szafer et al.)
      - Жовтозілля Бессера (Senecio besseranus Minder.)
      - Язичник буковинський (Ligularia bucovinensis Nakai)

  - Аралієцвіті (Araliales)
    - Зонтичні (Селерові) (Umbelliferae)
      - Астранція велика (Astrantia major L.)
      - Щитолистник звичайний (Hydrocotyle vulgaris L.)

  - Бобовоцвіті (Fabales)
    - Бобові (Leguminosae)
      - В'язіль стрункий (Coronilla elegans Panc)
      - Гіпокрепіс чубатий (Hippocrepis comosa L.)
      - Зіновать біла, рокитничок білий (Chamaecytisus albus (Hacq.) Rothm.)
      - Зіновать блоцького, рокитничок блоцького (Chamaecytisus blockianus (Pawl.) Kluskovu)
      - Зіновать пачоського, рокитничок пачоського (Chamaecytisus paczoskii (V. Krecz.) Klaskova)

  - Бруслиноцвіті (Celastrales)
    - Бруслинові (Celastraceae)
      - Бруслина карликова (Euonymus nana Bieb.)

  - Жовтецевоцвіті (Ranunculales)
    - Жовтецеві (Ranunculaceae)
      - Аконіт несправжньопротиотруйний (Aconitum pseudanthora Blocki ex Pacz.)
      - Анемона розлога (Anemone laxa Juz. (А. narcissiflora L. var. laxa Ulbr.)
      - Рутвиця смердюча (Thalictrum foetidum L.)
      - Сон великий (Pulsatilla grandis Wend.)
      - Сон чорніючий (Pulsatilla nigricans Storck)

  - Зозулинцецвіті (Orchidales)
    - Зозулинцеві (Orchidaceae)
      - Билинець довгорогий, або комарний (Gymnadenia conopsea (L.) R. BR.)
      - Билинець найзапашніший (Gymnadenia odoratissima (L.) Rich.)
      - Гніздівка звичайна (Neottia nidus-avis (L.) Rich.)
      - Гудайера повзуча (Goodyera repens (L.) R. Br.)
      - Зозулинець обпалений (Orchis ustulata L.)
      - Зозулинець пурпуровий (Orchis purpurea Huds.)
      - Зозулинець салеповий (Orchis morio L.)
      - Зозулинець шоломоносний (Orchis militaris L.)
      - Зозулині сльози яйцеподібні (Listera ovata (L.) R. Br.)
      - Коручка болотна (Epipactis palustris (L.) Crantz)
      - Коручка чемерникоподібна (Epipactis helleborine (L.) Crantz)
      - Коручка пурпурова (Epipactis purpurata Smith)
      - Коручка темно-червона (Epipactis aurorubens (Hoffm.) Schult.)
      - Любка дволиста (Platanthera bifolia (L.) Rich.)
      - Любка зеленоквіткова (Platanthera chlorantha (Cust.) Reichb.)
      - Малаксис однолистий (Malaxis monophyllos (L.) Sw.)
      - Надбородник безлистий (Epipogium aphyllum (F. W. Schmidt) Sw.)
      - Неоттіанта каптурувата (Neottianthe cucullata (L.) Schlechter)
      - Зозульки м'ясочервоні (Dactylorhiza incarnata (L.) Soo)
      - Зозульки травневі (Dactylorhiza majalis (Reichb. f.) Hunt et Summerhayes)
      - Зозульки Фукса (Dactylorhiza fuchsii (Druce) Soo)
      - Хаммарбія болотна (Hammarbya paludosa (L.) O. Kuntze)

  - Каперсоцвіті (Capparales)
    - Капустяні (Хрестоцвіті) (Brassicaceae (Cruciferae))
      - Лунарія оживаюча (Lunaria rediviva L.)
      - Шиверекія подільська (Schiwereckia podolica (Bess.) Andrz.)

  - Лілієцвіті (Liliales)
    - Лілійні (Liliaceae)
      - Лілія лісова (Lilium martagon L.)
      - Підсніжник звичайний (Galanthus nivalis L.)
      - Пізноцвіт осінній (Colchium autumnale L.)
      - Тофільдія чашечкова (Tofieldia calyculata (L.) Wahlenb.)
      - Цибуля ведмежа, левурда, черемша (Allium ursinum L.)

    - Цибулеві (Alliaceae)
      - Цибуля круглонога (Allium sphaeropodum Klok.)

  - Ломикаменецвіті (Saxifragales)
    - Товстолисті (Crassulaceae)
      - Очиток застарілий (Sedum antiquum Omelcz. et Zaverucha)

    - Ломикаменеві (Saxifragaceae)
      - Ломикамінь болотний (Saxifraga hirculus L.)

    - Пухирникові (Lentibulariaceae)
      - Товстянка двоколірна (Pinguicula bicolor Wotoszcz)
      - Товстянка звичайна (Pinquicula vulgaris L.)

  - Осокоцвіті (Cyperales)
    - Осокові (Cyperaceae)
      - Меч-трава болотна (Cladium mariscus (L.) R. Br.)
      - Осока девелла (Carex davalliana Smith)
      - Сашник іржавий (Schoenus ferrugineus L.)

  - Півникоцвіті (Iridales)
    - Півникові (Iridaceae)
      - Крокус (шафран) Гейфеля (Crocus heuffelianus Herb.)

  - Ранникоцвіті (Scrophulariales)
    - Пасльонові (Solanaceae)
      - Беладона звичайна (Atropa belladonna L.)
      - Скополія карніолійська (Scopolia carniolica Jacq)

    - Ранникові (Scrophulariaceae)
      - Шолудивник високий (Pedicularis exaltata Bess.)
      - Шолудивник королівський (Pedicularis sceptrum-carolinum L.)

  - Розоцвіті (Rosales)
    - Розові (Rosaceae)
      - Таволга польська (Spiraea polonica Blocki)

  - Рутоцвіті (Rutales)
    - Рутові (Rutaceae)
      - Ясенець білий (Dictamnus albus L.)

  - Тимолеєвоцвіті (Thymelaeales)
    - Тимелеєві (Thymelaeaceae)
      - Вовчі ягоди пахучі, (боровик) (Daphne cneorum L.)

  - Тирличевоцвіті (Gentianales)
    - Тирличеві (Gentianaceae)
      - Сверція багаторічна, шверція багаторічна (Swertia perennis L.)

  - Тонконогоцвіті (Poales)
    - Тонконогові (Злакові) (Poaceae (Gramineae))
      - Ковила волосиста, (тирса) (Stipa capillata L.)
      - Ковила іоанна, ковила пірчаста (Stipa joannis Celak.)
      - Костриця блідувата (Festuca pallens Host)
      - Тонконіг різнобарвний (Роа versicolor Bess.)
- Лишайники (Lichenes)
  - Сумчасті лишайники (Ascolichenes)
    - Лобарієві (Lobariaceae)
      - Лобарія легенеподібна (Lobaria pulmonaria (L.) Hoffm.)

    - Пармелієві (Parmeliaceae)
      - Тукерманопсис океза, цетрарія океза (Tuckermannopsis oakesiana (Tuck.) Hale)
- Гриби (Fungi (Mycota, Mycophyta))
  - Базидоміцети (Базидіальні гриби) (Basidiomycetes)
    - Поліпорові (Polyporaceae)
      - Грифола зонтична, баран (Grifola umbellata (Fr.) Pil.)
      - Грифола листянолісова, (Grifola frondosa (Fr.) S. F. Gray)

    - Клаварієві (Clavariaceae)
      - Клаваріадельф товкачиковий (Clavariadelphus pistillaris (Fr.) Donk)

    - Фалюсові (Phallaceae)
      - Мутин собачий (Mutinus caninus Fr.)